# 大蚬属
大蚬属（学名：Cyrenobatissa）为花蚬科的一个属。

## 下级分类
本属包括以下物种：
- 大蜆 Cyrenobatissa subsulcata (Clessin, 1817)，凹线仙女蚬[1]